# Petru Groza
Petru Groza (n. 7 decembrie 1884, Băcia, Hunedoara, România – d. 7 ianuarie 1958, București, România) a fost un avocat și om politic român, prim-ministru în primele guverne comuniste ale României, între 1945 și 1952. A fost președinte al Prezidiului Marii Adunări Naționale a Republicii Populare Române, funcție asimilată celei de șef al statului, în perioada 2 iunie 1952–7 ianuarie 1958.
La 6 martie 1945 a fost impus în funcția de prim-ministru de către Uniunea Sovietică, care amenința în caz contrar cu neretrocedarea Transilvaniei către România. Deși Groza mima apartenența la un partid propriu, în fapt, era un executant docil al deciziilor luate de comuniști și al ordinelor venite de la Moscova. Întrucât guvernul său nu fusese recunoscut de americani și englezi, regele Mihai i-a cerut, în august 1945, demisia. Când Groza a refuzat – fapt unic în istoria regalității în România – regele a intrat în așa-numita grevă regală, perioadă în care guvernul a acționat neconstituțional.
Guvernele succesive conduse de Groza au prezidat primele procese politice din România, fraudarea alegerilor din 1946 și lichidarea opoziției, suprapunându-se procesului de acaparare a puterii politice de către comuniști. La 30 decembrie 1947, împreună cu Gheorghiu-Dej, Groza l-a forțat pe regele Mihai să abdice, în cursul aceleiași zile proclamând, în mod ilegal și neconstituțional, în parlament, republica populară.

## Biografie
Petru Groza s-a născut în familia preotului ortodox Adam Groza. Mama sa a fost Maria Popovici, fiică de preot. A urmat clasele primare în localitatea natală, iar cele secundare la Coșteiu și Colegiul Reformat din Orăștie. Între anii 1903-1905, a studiat la Facultatea de Drept și Științe Economice a Universității din Budapesta (primind o bursă de la Fundația Gojdu). Din 1905 își continuă studiile la Berlin, apoi la Facultatea de Drept Comercial și Economie Politică din Leipzig. În 1907 Groza își obține diploma în științe juridice cu distincția magna cum laude.
La întoarcerea în țară, Groza a practicat avocatura în Lugoj, apoi în Deva. De asemenea, se implică în viața Bisericii Ortodoxe, fiind membru laic al Sinodului Mitropoliei Sibiului din 1911. În timpul primului război mondial a servit ca soldat în al 8-lea regiment de honvezi.

### Cariera politică

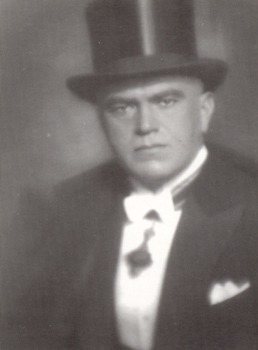
Petru Groza

Cariera politică o începe în Partidul Național Român, unde are ocazia să fie alături de liderii mișcării naționale a românilor din Ardeal: Gheorghe Pop de Băsești, Ștefan Cicio-Pop, Alexandru Vaida-Voevod, Vasile Goldiș, Iuliu Maniu și alții. Pe 18 noiembrie/1 decembrie 1918 a participat la Marea Adunare Națională de la Alba Iulia, unde cei 1228 de delegați aleși ai românilor „din Transilvania, Banat și Țara Ungurească” au votat Rezoluția Unirii care „decretează unirea acelor români și a tuturor teritoriilor locuite de dânșii cu România”.
La alegerile parlamentare din noiembrie 1919, primele pe baza votului universal, Petru Groza este ales deputat pe listele PNR. În martie 1920 părăsește partidul împreună cu gruparea condusă de Octavian Goga și se înscrie în Partidul Poporului, pe 17 aprilie. Formațiunea prezidată de generalul Alexandru Averescu fusese chemată la putere de regele Ferdinand I datorită manevrelor de culise întreprinse de fruntașul liberal Ionel Brătianu pentru a determina căderea cabinetului Blocului Parlamentar, coaliție politică din care făcea parte și PNR. În guvernul generalului Averescu, Groza este numit ministru de stat fără portofoliu (16 aprilie - 13 decembrie 1921).
La alegerile din martie 1922 și cele din mai 1926 este din nou ales deputat pe listele Partidului Poporului. Manevrele lui Brătianu îl aduc din nou pe generalul Averescu la putere. În noul cabinet, Groza primește portofoliul Lucrărilor Publice. 

Petru Groza, depunând buletinul de vot în urnă.

Îndeplinește această funcție până la 14 iulie 1926, moment în care trece ca ministru de stat fără portofoliu. Politica de independență din activitatea guvernamentală îl determină pe Brătianu să intre în conflict cu generalul Averescu, motiv pentru care fruntașul liberal a intervenit pe lângă regele Ferdinand pentru a determina căderea guvernului. 
Mai mult, la alegerile din iulie 1927 Partidul Poporului nu a întrunit scorul electoral de 2% din voturi, necesar accederii în Parlament.

### Frontul Plugarilor
Dezamăgit de viața politică internă, pleacă într-un exil autoimpus la Deva, pentru a se dedica afacerilor sale. Revine pe scena publică pe 8 ianuarie 1933, când fondează Frontul Plugarilor, organizație al cărei președinte a fost până în 1953. Aceasta era o formațiune politică minoră, care se situa pe stânga eșichierului politic. Imediat, acest partid a intrat sub aripa protectoare a Partidului Comunist, care se afla, în acele vremuri, în ilegalitate .
În localitatea natală a lui Petru Groza, pe 24 septembrie 1935, a fost semnat acordul pentru înființarea Frontului Popular Antifascist între MADOSZ și Frontul Plugarilor, ambele formațiuni fiind satelite ale comuniștilor. Trei luni mai târziu, aceleași două partide, împreună cu Blocul Democratic și Partidul Socialist, s-au întrunit la Țebea, unde, sub gorunul lui Horea și mormântul lui Avram Iancu, au încheiat un acord prin care se angajau să lupte în comun împotriva pericolului fascist.
În următorii ani, formațiunea lui Petru Groza a rămas în umbra Partidului Comunist. În 1943, participă la crearea Frontului Patriotic Antihitlerist. Pe 20 iunie 1944, a susținut formarea coaliției Blocului Național Democrat între PNȚ, PNL, PSD și PCR. A fost întemnițat în timpul dictaturii antonesciene.

### Viceprim-ministru
Groza a revenit în prim planul scenei politice după actul de la 23 august 1944, când regele Mihai I îl demite din fruntea statului și arestează pe mareșalul Ion Antonescu. Astfel, România a ieșit din alianța cu Germania. Șeful statului numește un nou guvern de militari și tehnicieni în frunte cu generalul Constantin Sănătescu. În noul guvern, fiecare partid din BND avea câte un reprezentant.
Pe 12 septembrie 1944, România a semnat armistițiul cu Națiunile Unite, care stabilea noul statut internațional al țării noastre: ieșirea din războiul antisovietic și angajarea în lupta împotriva Germaniei hitleriste, plata unor însemnate despăgubiri de război, anularea dictatului de la Viena, stabilirea graniței româno-sovietice din 28 iunie 1940. Astfel, România devenea o țară ocupată de Uniunea Sovietică, iar SUA și Marea Britanie girau această realitate. La 9 octombrie, s-a realizat „acordul de procentaj” între Stalin și Churchill, potrivit căruia România intra în sfera de influență sovietică în proporție de 90%.
Pe plan intern, pe 13 octombrie, PCR și PSD au denunțat, în mod oficial, actul de colaborare cu PNL și PNȚ în cadrul BND, au ieșit de la guvernare și s-au constituit într-o nouă coaliție denumită Frontul Național Democrat. Acest fapt a stârnit o nouă criză politică, timp în care FND a pornit o uriașă și vehementă campanie împotriva partidelor istorice. Frontul Plugarilor a aderat la noua coaliție politică de stânga. Din cauza presiunilor politice, pe 4 noiembrie, generalul Sănătescu a format un nou guvern „de largă colaborare politică”. Atât liderii de la Moscova, cât și comuniștii autohtoni, au considerat că personalitatea și carisma lui Groza ar putea asigura legitimitatea în fața lumii occidentale. În noul cabinet Sănătescu, Petru Groza este numit vicepreședinte al Consiliului de Miniștri.
Cu toate acestea, crizele provocate de comuniști și socialiști au continuat, iar Constantin Sănătescu s-a văzut nevoit să își depună mandatul pe 6 decembrie 1944. Șef al noului cabinet a fost numit generalul Nicolae Rădescu, în timp ce Groza și-a păstrat mandatul de viceprim-ministru.

### Obținerea mandatului de prim-ministru

Petru Groza în 1945, vorbind.

FND a continuat să organizeze manifestații de stradă sub lozinca Vrem guvern FND! În acea iarnă, Gheorghe Gheorghiu-Dej, liderul comuniștilor, a efectuat o vizită la Moscova, în timpul căreia s-a stabilit programul de acțiune pentru preluarea puterii și înlăturarea „forțelor reacționare”, în frunte cu Iuliu Maniu. La Conferința de la Ialta din 4 - 11 februarie 1945, Marile Puteri au hotărât intrarea definitivă a României în sfera de influență sovietică. Ca urmare, FND a pornit un asalt pentru răsturnarea guvernului. S-a acționat pentru preluarea prefecturilor și primăriilor și s-au organizat manifestații și lupte de stradă. Pentru a avea susținere publică, FND și-a atras de partea lui țăranii, cărora li se promitea înfăptuirea reformei agrare prin împroprietărirea țăranilor și confiscarea moșiilor.
România se afla într-o mare criză politică. În ziua de 26 februarie 1945 a sosit la București Andrei Vîșinski , adjunctul ministrului de Externe al URSS, Viaceslav Molotov. Într-o audiență la regele Mihai, Vâșinski i-a impus șefului de stat român demiterea imediată a generalului Rădescu, care era acuzat ca fiind „reacționar” și „fascist”, criticând partidele istorice și pe Iuliu Maniu. Speranțele depuse de ministrul român de Externe, Constantin Vișoianu, în sprijinul Statelor Unite și al Marii Britanii s-au dovedit iluzorii. Vâșinski a exercitat puternice presiuni asupra regelui, adoptând o atitudine agresivă, izbind cu pumnul în masă, trântind ușa și declarând: „Ialta sunt eu”!. Pe 2 martie, Mihai I l-a însărcinat pe Petru Groza, președintele Frontului Plugarilor, să alcătuiască lista noului guvern. În audiențele de la Palat, Maniu și Brătianu s-au opus categoric, afirmând că aducerea la putere a acestui guvern „ar echivala cu o condamnare la moarte a democrației în România”. În cele din urmă, regele a cedat, iar pe 6 martie 1945 a acceptat lista prezentată de Petru Groza. Deși, din cele 18 portofolii ministeriale, PCR avea doar 5 portofolii, în realitate, comuniștii erau cei care îl conduceau, deoarece fusese dictat de la Moscova.

### Greva regală și criza politică
Pe 18 august, Roy Melbourne a prezentat ministrului de Externe Gheorghe Tătărescu o notă verbală prin care se arăta că guvernul american „dorește în această țară instituirea unui regim reprezentativ constituit din toate grupările democratice”. În consecință, SUA nu vor semna un tratat final de pace decât cu un guvern democratic pe deplin recunoscut. Atât Groza, cât și Tătărescu, au respins nota, declarând-o nulă și neavenită. Ei au susținut că SUA nu se puteau adresa unui guvern pe care nu-l recunoșteau. O astfel de notă au trimis și diplomații britanici, însă guvernul a avut aceeași atitudine.
În fața refuzului lui Groza de a demisiona, regele Mihai a instituit, în 21 august, greva regală  și nu a mai acceptat să contrasemneze actele guvernului. La Conferința din decembrie 1945, s-a decis ca situația să fie rezolvată prin numirea a câte un membru PNL și PNȚ în guvern, după care să se organizeze alegeri libere și să se asigure libertatea „presei, a cuvântului, a religiei și a asociației”. Maniu a avertizat că fără neutralitatea Ministerelor de Interne și de Justiție nu puteau avea loc alegeri libere în România, dar a trebuit să se ralieze hotărârii. Pe 7 ianuarie 1946, au depus jurământul în calitatea de miniștri Emil Hațieganu, din partea PNȚ, și Mihail Romniceanu, din partea PNL. În fond, hotărârile de la Moscova au reprezentat victoria punctului de vedere sovietic, guvernul Petru Groza fiind recunoscut de SUA și Marea Britanie pe 5 februarie 1946.

### Alegerile din noiembrie 1946

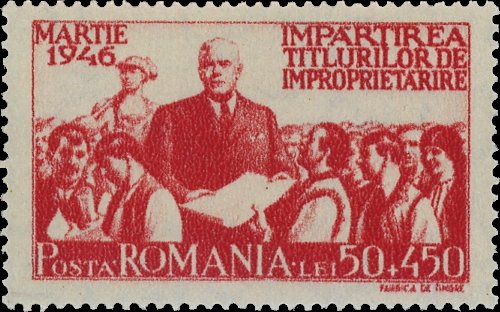
Timbru din 1946 - Reforma agrară din 1945

După eșuarea grevei regale, Mihai a adoptat o poziție mai prudentă cu guvernul. În vederea alegerilor, forțele politice guvernamentale au constituit, pe 17 mai 1946, Blocul Partidelor Democratice pentru a depune liste comune la alegeri. BPD era format din PCR, PSD, PNL-Tătărescu, PNȚ-Alexandrescu, FP și PNP. În schimb, partidele democratice, PNȚ, PNL și PSDI, au eșuat în tentativa de a crea un front comun al opoziției. Guvernul a modificat și legea electorală, astfel că pentru prima dată în istorie, la procesul electoral puteau participa și femeile.
Campania electorală s-a desfășurat prin săvârșirea a numeroase și grave abuzuri de către forțele guvernamentale și atacurile exacerbate ale opoziției împotriva acestora. Deși Washington și Londra au dat de repetate ori garanții lui Maniu că alegerile ce se vor organiza vor fi libere și supravegheate de puterile occidentale, guvernul nu a ezitat să folosească în procesul electoral dictonul lui Stalin: „Nu contează cine cu cine votează, contează cine numără voturile”. Alegerile au avut loc pe 19 noiembrie 1946, prezența la vot fiind masivă. Rezultatele oficiale publicate au fost: BPD - 69,81%, PNȚ - 12,88%, UPM - 8,32%, PNL - 3,78%, PȚD - 2,36%.

Petru Groza, Președintele Consiliului de Miniștri.

Imediat, opoziția a acuzat guvernul de fraudă, Maniu afirmând că rezultatele fuseseră inversate, astfel că, în fapt, PNȚ era cel care obținuse victoria. În schimb, partidele guvernamentale afirmau că rezultatele alegerilor reflectau adeziunea cetățenilor la programul BND, iar incidentele minore care au avut loc au fost provocate de opoziție. De altfel, era aceeași tradiție electorală românească ca puterea să declare că alegerile au fost corecte, în timp ce opoziția îi acuza de fraudă.
Aceeași divergență exista între Moscova și oficialitățile engleze și americane. La Washington au sosit rapoarte din partea misiunii diplomatice a puterilor occidentale și din partea Ministerului de Interne de la București, care avea același conținut divergent. SUA și Marea Britanie s-au limitat la niște declarații formale, înțelegerea privind împărțirea sferelor de influență fiind luată demult. Memoriile întocmite de Maniu și Brătianu nu au fost luate în considerare, iar pe 1 decembrie 1946, regele Mihai a rostit Mesajul de deschidere a lucrărilor Adunării Deputaților: Sunt fericit să mă găsesc în mijlocul reprezentanților țării, întruniți astăzi pentru întâia oară, după o îndelungată întrerupere a vieții parlamentare.
Pe 10 februarie 1947, România semna Tratatul de Pace cu Puterile Aliate și Asociate, astfel că regimul Convenției de armistițiu se încheia în mod oficial. Acest fapt însemna că Marea Britanie și SUA nu mai dispuneau de nici o pârghie pentru a interveni în favoarea opoziției, România trecând sub controlul exclusiv al URSS.

### Eliminarea opoziției
După alegerile parlamentare, obiectivul politic esențial al guvernului Groza era acapararea întregii puteri în stat și lichidarea oricăror forme de opoziție. Planul a fost elaborat de ministrul de Interne, Teohari Georgescu, și Pantelei Bodnarenko, ofițer de informații sovietic. Încă de la începutul anului 1947, autoritățile comuniste au operat numeroase arestări împotriva adversarilor politici prin comiterea de grave abuzuri. Pe 14 iulie 1947, autoritățile Ministerului de Interne au reușit să întindă o capcană principalilor fruntași național-țărăniști, care se pregăteau să plece în Marea Britanie pentru a informa diplomații occidentali despre situația reală din țară. Înscenarea de la Tămădău a fost etichetată drept act de trădare națională și transformată într-un caz politic major.
Pentru a permite implicarea PNȚ și a lui Iuliu Maniu, autoritățile au extins acuzațiile de la tentativă de părăsire frauduloasă a țării la activități cu caracter politic. La 30 iulie 1947, printr-un jurnal al Consiliului de Miniștri s-a decis dizolvarea Partidului Național Țărănesc. În aceeași zi a fost convocată Adunarea Deputaților, în cadrul căreia, pe baza unui raport întocmit de Teohari Georgescu, s-a aprobat dizolvarea cu 294 de voturi pentru și unul împotrivă. Jurnalul stabilea: „Partidul Național-Țărănesc de sub președinția domnului Iuliu Maniu este și rămâne dizolvat pe data publicării în Monitorul oficial a prezentului Jurnal. Aceeași decizie de dizolvare include și toate organizațiile județene, de plasă și comunale ale sus menționatului partid, organizațiile militare, de tineret, de femei și orice alte organizații sau asociații conduse de acest partid”.
Pe 1 noiembrie, Partidul Național Liberal a decis să își înceteze activitatea. Cinci zile mai târziu, Adunarea Deputaților a adoptat o moțiune de neîncredere în Gheorghe Tătărescu, ministrul de Externe și vicepreședintele Consiliului de miniștri. Ziua următoare, reprezentanții PNL-Tătărescu au demisionat din guvern. Procesul intentat liderilor PNȚ s-a desfășurat între 29 octombrie și 4 noiembrie.
Sentința era dinainte stabilită, pe baza unor acuzații fără acoperire materială, având la bază nu probe, ci indicații politice venite de la Moscova și prezentate în haină juridică la București. Iuliu Maniu și Ion Mihalache au fost singurii condamnați la temniță grea pe viață.

### Proclamarea Republicii
Pe 12 noiembrie, regele Mihai și regina-mamă Elena s-au deplasat la Londra pentru a asista la căsătoria principesei Elisabeta, moștenitoarea Coroanei britanice. Aici, a cunoscut-o pe principesa Ana de Bourbon-Parma. Cei doi au plecat în Elveția, la Lausanne, unde s-au logodit neoficial pe 6 decembrie 1947. Cerând încuviințarea guvernului român, răspunsul venit 10 zile mai târziu afirmă că nu era oportună căsătoria la acel moment.
Presa internațională începea deja să speculeze că suveranul român va rămâne în străinătate pentru o femeie, abandonându-și prerogativele constituționale. Pentru a infirma speculațiile, pe 18 decembrie, Mihai s-a urcat în tren la Lausanne și a sosit la București trei zile mai târziu. După o întrevedere cu Petru Groza, unde nu s-a ajuns la vreo concluzie, Mihai și mama sa au plecat la Sinaia pentru sărbătorile de iarnă. În ajunul Crăciunului a fost învestit în funcția de ministru al Apărării Naționale Emil Bodnăraș, care, potrivit unor informații, abia ajunsese de la Moscova, unde primise din partea lui Stalin indicațiile privind organizarea abdicării regelui Mihai.

Prim-ministrul Groza dă adresa de plecare la relațiile ruso-române.

Pe la orele 20:30 din seara zilei de 29 decembrie, regele Mihai a fost informat despre cererea formală a lui Petru Groza de a-i acorda o audiență a doua zi, la ora 10:00. Inițial, a presupus că este vorba de căsătoria lui. În dimineața zilei de 30 decembrie 1947, regele, împreună cu regina-mamă și câteva persoane de la Curte s-au deplasat spre București, iar în jurul orei 12:00 au ajuns la palatul din șoseaua Kiseleff. În 15 minute au sosit și Petru Groza, care era însoțit de Gheorghe Gheorghiu-Dej. Groza a fost cel care s-a adresat primul: „Ei bine, Majestate, a sosit timpul să aranjăm o despărțire prietenească”. Surprins, Mihai a întrebat ce trebuie să înțeleagă prin aceste cuvinte. „Problema de a pune capăt monarhiei. La urma urmei v-am avertizat că trebuie să vă pregătiți pentru așa ceva. Trebuie să înțelegeți că nu mai există în România loc pentru un rege”, a declarat Groza. Regele a replicat: „Nu dumneavoastră sunteți cel care puteți să-mi spuneți să plec. Această chestiune trebuie să o hotărască poporul”.
Groza precizează că guvernul va aranja problemele materiale, astfel încât familia regală să ducă o viață confortabilă. De asemenea, Gheorghiu-Dej a făcut aluzie la un posibil proces ce ar putea fi intentat „Majestății Sale”. În acel moment, Mihai a declarat că „propunerea dumneavoastră ridică grele probleme constituționale”. „Ne-am gândit la toate”, replică Groza, scoțând o coală de hârtie din pergament alb din dosarul pe care îl ținuse în mână de când începuse audiența. „Voi studia această hârtie”, declară regele în speranța că va mai câștiga timp. Groza preciză: „Trebuie să citiți acum. Nu părăsim această casă până când hârtia nu va fi semnată, chiar dacă va trebui să stăm aici până diseară. Poporul nostru așteaptă știrea abdicării. Dacă nu vom avea semnătura dumneavoastră se vor ivi neplăceri”.

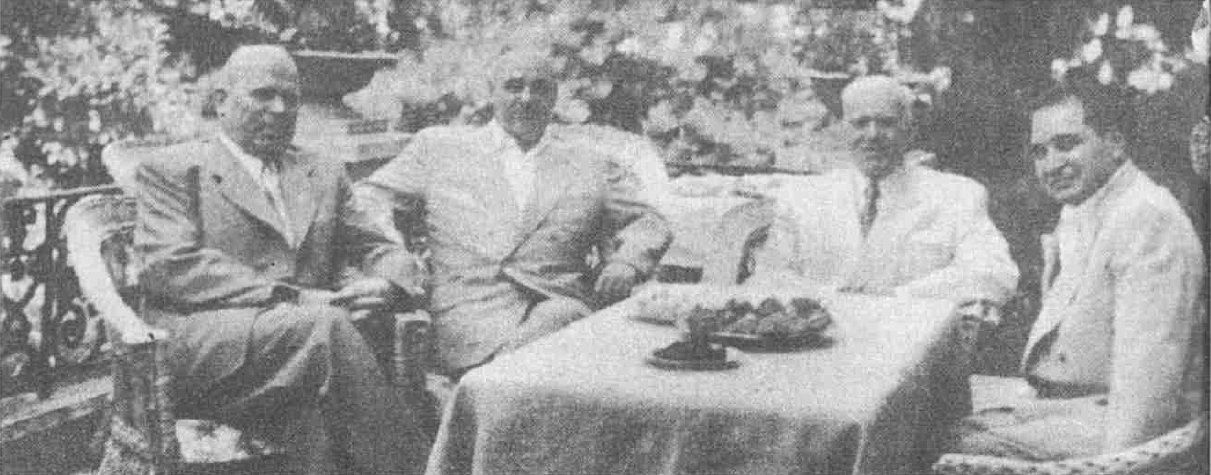
Chivu Stoica, Gheorghiu Dej, Petru Groza și Gh. Apostol în 1957.

În acel moment, regele a mers în camera de alături, unde mareșalul Palatului l-a informat că garda fusese schimbată, palatul era înconjurat de trupe, iar legăturile telefonice erau întrerupte. Când a revenit în cameră, Mihai a întrebat pentru ce s-au luat toate aceste măsuri. „Poporul este impacientat Sire, suntem aici de un timp destul de lung”, a răspuns Groza. „Și dacă eu refuz să semnez”?, a întrebat regele. Groza a recurs la o ultimă amenințare: „Dumneavoastră ați văzut, totul a fost prevăzut. Se poate ivi un război civil. Noi nu putem răspunde de securitatea nimănui. Și dumneavoastră veți purta răspunderea”.
Într-o relatare din decembrie 1990, Mihai afirma că Groza și Gheorghiu-Dej au recurs la șantaj: „Mi-au spus că membrii guvernului, adică și comuniștii, vor fi nevoiți, pentru a contracara orice formă de opoziție să execute peste o mie de studenți dintre cei care fuseseră arestați în ultimul an”. De asemenea, a afirmat că Groza „s-a apropiat de mine și m-a rugat să-i pipăi vestonul în dreptul buzunarului. Mi-a spus: Pipăiți! Și avea pistolul în buzunar, dând explicația: Ca să nu mi se întâmple și mie ce i s-a întâmplat lui Antonescu”. După aceasta, Mihai se așază la masă și semnează documentul abdicării.
La orele 15:30 s-a întrunit Consiliul de Miniștri. Petru Groza a adus la cunoștință actul abdicării și a fost emisă o proclamație a guvernului către țară. Aceasta aducea la cunoștință abdicarea regelui și aprecia că „Astfel, poporul român a dobândit libertatea de a-și clădi o nouă formă de stat - Republica Populară”. La orele 19:10, sub președinția lui Mihail Sadoveanu, s-a deschis ședința extraordinară a Adunării Deputaților.
În unanimitate, au fost aprobate două proiecte de lege. Primul lua act de abdicarea regelui Mihai I, pentru sine și pentru urmașii săi, Constituția României era abrogată, iar noua denumire oficială a statului devenea Republica Populară Română. De asemenea, se preciza că puterea legislativă va fi exercitată de Adunarea Deputaților până la dizolvarea ei și întrunirea unei Adunări Naționale Constituante, care se va face la o dată fixată de Adunarea Deputaților. Aceasta va adopta noua Constituție a RPR. Prin al doilea proiect s-au numit membrii Prezidiului Provizoriu al RPR: Constantin Ion Parhon, președinte, Mihail Sadoveanu, Ștefan Voitec, Gheorghe Stere și Ion Niculi, vicepreședinți. Ședința s-a încheiat după numai o oră.

### Președinte al prezidiului MAN
Pe 24 februarie 1948 a fost dizolvată Adunarea Deputaților. Trei zile mai târziu s-a constituit Frontul Democrației Populare, o alianță electorală formată din Partidul Muncitoresc Român (noua denumire adoptată de comuniști în urma fuziunii cu PSD), Frontul Plugarilor, PNL-Bejan și Uniunea Populară Maghiară. Pe 28 martie au avut loc alegerile pentru Marea Adunare Națională, forul legislativ unicameral al RPR. Primul obiectiv al Marii Adunări a fost acela de a redacta o nouă lege fundamentală. Constituția Republicii Populare Române a fost promulgată pe 13 aprilie 1948.
Groza și-a păstrat mandatul de prim-ministru până pe 2 iunie 1952. Zece zile mai târziu l-a înlocuit pe Constantin Ion Parhon în funcția de președinte al prezidiului Marii Adunări Naționale, instituția care asigura în mod simbolic șefia RPR. A rămas în această funcție până la sfârșitul vieții.

Prim-ministrul Petru Groza, rostindu-și cuvântarea cu prilejul instalării Comitatului Provizoriu al Sfatului Popular al Capitalei.

Începând din anul 1948, autoritățile comuniste au început să impună modelul stalinist de organizare și conducere a societății. La 11 iunie 1948, guvernul Groza a adoptat legea pentru naționalizarea industriei. Această măsură a vizat distrugerea proprietății private și a generalizat proprietatea publică în industrie, bănci și transporturi. A fost creat Comitetul de Stat al Planificării, care asigura dezvoltarea economică pe baze planificate, având la bază centralismul economic. Cu pornire din anul 1951, planul de organizare economică era de cinci ani (planul cincinal).
Tot după model sovietic s-au înființat Gospodăriile Agricole Colective și Gospodăriile Agricole de Stat, care indicau tipurile de cultură și fixau prețurile bunurilor agricole. Țăranii aveau voie să își păstreze mici loturi de pământ, dar care să nu depășească 0,15 ha.
Pe plan internațional, România a fost membru fondator al CAER (1949) și al Tratatului de la Varșovia (1955).

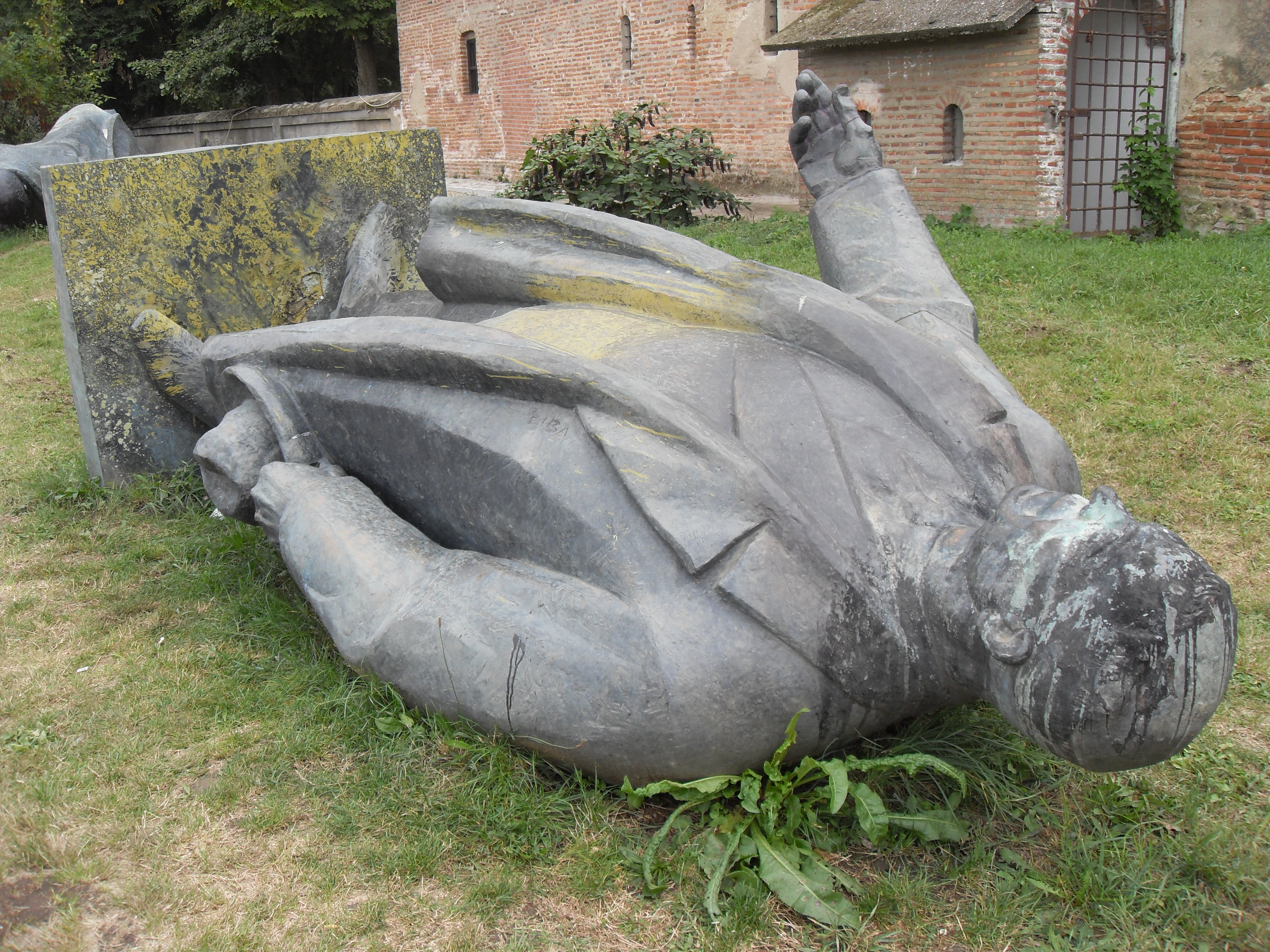
Statuia lui Groza, la Mogoșoaia.

Bătrân și bolnav, a fost silit să accepte, la 7 februarie 1953, dizolvarea Frontului Plugarilor, un concurent și ghimpe în ochii comuniștilor. Cu toate acestea, Groza nu s-a înscris în PMR, astfel că a reușit performanța politică de a se situa în poziții de frunte în cadrul regimului, fără să fi fost vreodată membru de partid. O explicație poate să fie abilitatea cu care a reușit să-și atragă sprijinul și încrederea lui Stalin, rememorată într-una din notele sale politice: 
„M-am apropiat de el. Acesta stătea pe un soi de cotineață, ceva mai înaltă ca podeaua. M-am aruncat în genunchi, i-am sărutat picioarele și i-am spus: În sfârșit mi-am atins idealul de mic copil. Ziua asta va fi cea mai frumoasă zi din viața mea. Stalin, vădit impresionat, m-a luat de braț, m-a ridicat, m-a îmbrățișat. Îi făcuse o impresie deosebită circul meu și pe urmă l-am câștigat. Eram un teatralist fără pereche!”

### Decesul și posteritatea

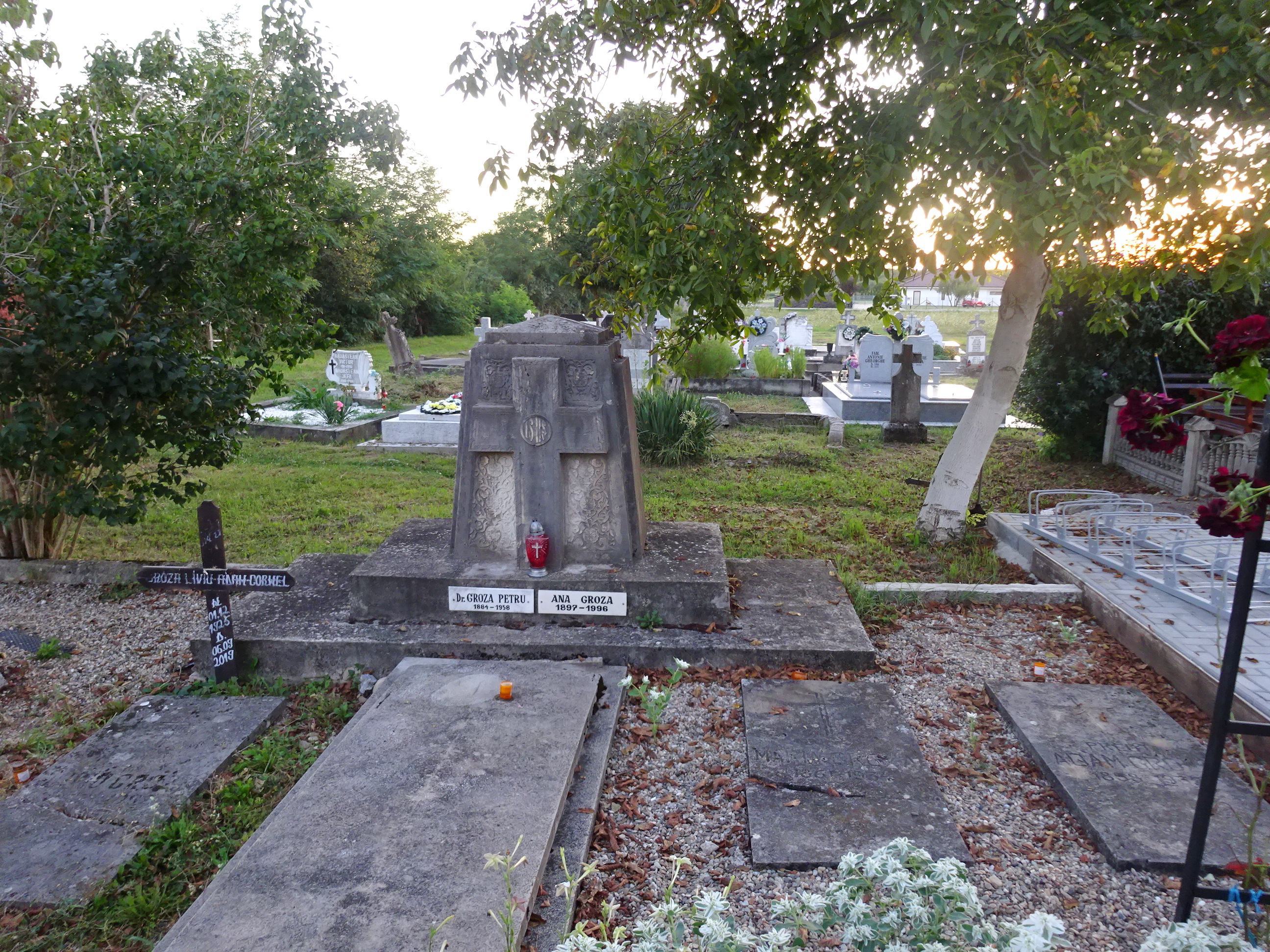
Mormântul lui Petru Groza din satul de baștină Băcia

Petru Groza a decedat pe 7 ianuarie 1958, la vârsta de 73 de ani, răpus de cancer. A fost înhumat inițial la Cimitirul Ghencea-Militar, iar, ulterior, a fost depus în mausoleul din fosta Piață a Libertății din Capitală. Urna cu rămășițele pământești se află în cavoul familiei din cimitirul de la Băcia, localitatea în care s-a născut și a copilărit.
După 1990 au fost coborâte de pe socluri toate statuile care-l reprezentau pe Petru Groza: statuia din București, operă a lui Romulus Ladea, din 1971, și statuia din Deva, operă a lui Constantin Baraschi, din 1962. Cea din urmă a fost repusă pe un soclu în 2007, în localitatea sa natală, Băcia. În Deva există o casă memorială.

## Distincții
- Medalia „A cincea aniversare a Republicii Populare Române” (24 decembrie 1952) „pentru lupta și munca duse în vederea făuririi, consolidării și prosperării Republicii Populare Române”[43]

## Publicații
- Adio lumii vechi!:, Petru Groza, Ion Iovan, Adina Kenereș, Ed. Compania, 2003 - recenzie Arhivat în 1 ianuarie 2015, la Wayback Machine.

### Traduceri ale cărților sale în alte limbi
- A börtön homályában: Malmaison 1943—1944 telén (În umbra celulei: Malmaison, iarna 1943—1944], traducere în limba maghiară de Mária-Magdolna, cu fotografia autorului, Corvinus könyvkiadó R.T,. București, 1945.[44]